# Morelia, Coapilla
Morelia är en ort i Mexiko.   Den ligger i kommunen Coapilla och delstaten Chiapas, i den sydöstra delen av landet, 700 km öster om huvudstaden Mexico City. Morelia ligger 1 079 meter över havet och antalet invånare är 237.
Terrängen runt Morelia är huvudsakligen kuperad, men österut är den bergig. Terrängen runt Morelia sluttar söderut. Runt Morelia är det ganska tätbefolkat, med 52 invånare per kvadratkilometer. Närmaste större samhälle är Copainalá, 7,1 km väster om Morelia. I omgivningarna runt Morelia växer huvudsakligen savannskog.